# Ereunias grallator
Ereunias grallator är en fiskart som beskrevs av Jordan och Snyder, 1901. Ereunias grallator ingår i släktet Ereunias och familjen Ereuniidae. Inga underarter finns listade i Catalogue of Life.